# Schizoporella chondra
Schizoporella chondra är en mossdjursart som beskrevs av Ernst Marcus 1921. Schizoporella chondra ingår i släktet Schizoporella och familjen Schizoporellidae. Inga underarter finns listade i Catalogue of Life.